# Montbrand
Montbrand település Franciaországban, Hautes-Alpes megyében. Lakosainak száma 74 fő (2022. január 1.). Montbrand La Beaume, La Faurie, La Haute-Beaume, Saint-Julien-en-Beauchêne, Boulc és Val-Maravel községekkel határos.

## Népesség
A település népességének változása:
| Lakosok száma | 61   | 48   | 49   | 53   | 67   | 65   | 62   | 58   | 63   | 74   |
|               | 1968 | 1982 | 1990 | 2006 | 2013 | 2015 | 2017 | 2019 | 2020 | 2022 |